# Head & Shoulders
Head & Shoulders (H&S) là nhãn hiệu dầu gội trị gàu của Hoa Kỳ được sản xuất bởi công ty Procter & Gamble. Được giới thiệu tại Hoa Kỳ vào ngày 1 tháng 1 năm 1961 có trụ sở tại Manhattan. Thành phần chống nấm tích cực trong Head & Shoulders là piroctone olamine, với một số loại "sức mạnh lâm sàng" cũng chứa seleni disulfide.